# Al-Saqr
L'Al-Saqr (in arabo الرياضي الثقافي نادي الصقر)  è una società calcistica yemenita con sede a Ta'izz.
Attualmente milita nella Yemeni League, che ha vinto tre volte.

## Palmarès
- Campionato: 3  2006, 2010, 2014
- Yemeni Unity Cup: 2  2008, 2010
- Supercoppa Yemenita: 1 2010

## Organico

### Rosa 2020 - 2021
| N. |                  | Ruolo | Calciatore                   |
| -- | ---------------- | ----- | ---------------------------- |
| 1  | Yemen (bandiera) | P     | Saoud Al-Sowadi              |
| 2  | Yemen (bandiera) | P     | Gaseem Nasser Ahmed Taisir   |
| 3  | Yemen (bandiera) | D     | Motazz Qaid                  |
| 4  | Yemen (bandiera) | D     | Waleed Al Hubaishi           |
| 5  | Yemen (bandiera) | D     | Sadam Hussain                |
| 6  | Yemen (bandiera) | C     | Essem Al-Worafi              |
| 7  | Yemen (bandiera) | C     | Hesham Al-Asbahi             |
| 8  | Yemen (bandiera) | C     | Abdulhameed Awadh            |
| 9  | Yemen (bandiera) | C     | Najib Al Haddad              |
| 10 | Yemen (bandiera) | A     | Samer Hassan Sulaiman Yaseen |